# Vivi (Repubblica Democratica del Congo)
Vivi è un centro abitato della Repubblica Democratica del Congo, situato nella Provincia del Congo Centrale.